# جان فاکس واتسون
جان فاکس واتسون (انگلیسی: John Fox Watson; ۳۱ دسامبر ۱۹۱۷ – ۱۵ آوریل ۱۹۷۶) بازیکن فوتبال اهل اسکاتلند بود. او تنها بازیکن اسکاتلندی در تاریخ رئال مادرید بود.